# Ансан (станция метро)
«Ансан» (кор. 안산역) — эстакадная станция Сеульского метро на ветке Ансан Четвёртой линии; это одна из восьми станций на территории Ансана (все на одной линии). Она представлена двумя боковыми платформами. Станция обслуживается корпорацией железных дорог Кореи (Korail). Расположена в квартале Вонгок-дон округа Танвон-гу в городе Ансане (провинция Кёнгидо, Республика Корея). На станции установлены платформенные раздвижные двери.
Пассажиропоток — 19 056 чел/день (на 2013 год).
Введена в эксплуатацию в составе участка Кымджон—Ансан, как часть ветки Ансан 4 линии, 25 октября 1988 года.
Это одна из 14 станций ветки Ансан (Ansan Line) Четвёртой линии, которая включает такие станцииː Кымджон (443), Санбон, Сурисан, Тэями, Панволь, Санноксу, Университет Ханян в Ансане, Чунан, Коджан, Чходжи, Ансан, Синилончхон, Чонван, Оидо (456). Длина линии — 26 км.